# Numicia pyracmon
Numicia pyracmon är en insektsart som beskrevs av Ronald Gordon Fennah 1957. Numicia pyracmon ingår i släktet Numicia och familjen Tropiduchidae. Inga underarter finns listade i Catalogue of Life.